# Java Decompiler
Java Decompiler (JD) ist ein Decompiler für die Programmiersprache Java. JD wird als GUI-Werkzeug sowie in Form von Plugins für die Eclipse IDE (JD-Eclipse) sowie IntelliJ IDEA (JD-IntelliJ) bereitgestellt.
JD unterstützt alle Java-Versionen von 1.1.8 bis 10.0.0 sowie JRockit 90_150, Jikes 1.2.2, Eclipse Java Compiler und Apache Harmony und wird daher oft dort eingesetzt, wo früher der populäre Jad (Dekompilierer) im Einsatz war.
JD-Eclipse 0.1.3 unterstützte Eclipse bis einschließlich Version 3.7 (Indigo), Version 0.1.4 enthält Korrekturen für Eclipse Juno (4.2) und Kepler (4.3), eine als Update-Archiv erhältliche Snapshot-Version 0.1.5-20131120 weitere signifikante Korrekturen. Zur Ansicht dekompilierten Codes muss die Ansicht „Class file editor“ für Bytecode ohne vorhandene Quellen manuell aktiviert werden.

## Varianten
Auf Initiative von Alex Kosinsky entstand 2011 eine Variante von JD-Eclipse, die die Ausrichtung von dekompiliertem Code an den Zeilennummern des Originals erlaubt, die oftmals als Debug-Informationen im Bytecode enthalten sind.
Eine Abspaltung von JDEclipse-Realign durch Martin „Mchr3k“ Robertson erweiterte 2012 die Funktionalität um eine manuelle Steuerung der Decompilation und Unterstützung für Eclipse 4.2 (Juno) und 4.3 (Kepler).